# Harper Simon
Harper James Simon, född 7 september 1972 i New York, är en amerikansk musiker. Han är son till Paul Simon och dennes första fru Peggy Harper.
Efter att ha studerat vid Berklee College of Music flyttade Harper Simon till London, där han under flera år spelade i bandet Menlo Park. Efter att ha återvänt till USA, bildade han 2008 The Heavy Circles tillsammans med Edie Brickell, Paul Simons tredje fru. Hans solodebutalbum Harper Simon gavs ut 2009, producerat av Bob Johnston.

## Trivia
Harper Simon syns som spädbarn på omslaget till Paul Simons album There Goes Rhymin' Simon från 1973.

## Diskografi

### Soloalbum
- Harper Simon (2009)
- Division Street (2013)

### Medverkande på andra album
- Carl Perkins, Go Cat Go (1996)
- The Blackout (Soundtrack) (1997)
- Sean Lennon, Friendly Fire (2006)
- Suphala, Blueprint (2006)
- The Heavy Circles, The Heavy Circles (2008)
- Song of America (2009)
- Daniel Merriwether, Love & War (2009)
- Soko, I Thought I Was an Alien (2012)
- Country Joe MacDonald, Time Flies By (2012)
- Girls (Soundtrack) (2013)
- Steve Nieve, ToGetHer (2013)